# Jorge Neyra Jáuregui
Jorge Neyra (nombre completo: Jorge Alberto Neyra Jáuregui) es un fotógrafo de la naturaleza, guía de montaña y autor mexicano.

## Trayectoria
Jorge Neyra se aficionó desde joven a la fotografía y al montañismo. En 1987 comenzó a escalar las principales cimas del país, recopilando datos sobre rutas de ascenso y realizando observaciones de flora y fauna. Posteriormente completó la licenciatura en Ecología en la Universidad del Valle de México, graduándose en 1997. También tiene experiencia escalando montañas de Centro y Sudamérica.
En el ámbito editorial ha colaborado en publicaciones de divulgación científica sobre la geografía y la naturaleza de la alta montaña de México, por ejemplo en las revistas México desconocido y National Geographic. Su amplio acervo fotográfico también ha servido para ilustrar libros como Los volcanes de México (UNAM, 2002). En 2004 participó en la exposición "La otra cara de tu ciudad", en 2007 en la muestra colectiva sobre el Corredor Biológico Mesoamericano "Espacio de vida". Ambas exposiciones fueron exhibidas sobre el Paseo de la Reforma en la Ciudad de México. Los años recientes los ha dedicado a la publicación de libros sobre las cimas del Eje Neovolcánico y el Arco volcánico centroamericano, con la finalidad de dar a conocer su historia natural y la importancia de conservar esos espacios silvestres.

## Obras
- Neyra Jáuregui, Jorge A. (2012). Guía de las altas montañas de México y una de Guatemala. CONABIO. ISBN 978-607-7607-60-1.
- Neyra Jáuregui, Jorge A. (2012). Altas montañas mexiquenses: Historia natural, turismo y conservación. Gobierno del Estado de México. ISBN 978-607-495-185-1. Archivado desde el original el 1 de octubre de 2016. Consultado el 27 de septiembre de 2016.
- Neyra Jáuregui, Jorge A. Guías prácticas de las altas montañas de México y Guatemala. (serie de guías de flora y montañismo)

- Datos: Q5490222